# Doreen Wilber
Doreen Wilber, ameriška lokostrelka, * 8. januar 1930, † 19. oktober 2008.
Sodelovala je na lokostrelskem delu poletnih olimpijskih igrah leta 1972, kjer je osvojila prvo mesto v individualni konkurenci.